# Жути мунгос
Жути мунгос (лат. Cynictis penicillata) је врста сисара из реда звери и породице мунгоси (Herpestidae). Разликује се од осталих мунгоса јер има пет прстију на предњим и четири на задњим ногама. Своје име дугује својој жуто-црвеној боји длаке и на неким језицима се назива лисичји мунгос. То је један од најчешћих врста у Африци и често живи у друштву мерката. Једини је представник из рода Cynictis.

## Таксономија
Врсту је први описао у складу са правилима биномне номенклатуре 1829. године француски природњак и зоолог Жорж Кивје, који ју је назвао Herpestes penicillatus. Холотип је дошао са Рта добре наде у Јужној Африци. Генеричко име Cynictis је 1833. године предложио Вилијам Огилби за примерак којег је пронашао у Кафрарији у Јужној Африци. Cynictis penicillata је једини представник свог рода Cynictis, али је описано чак дванаест подврста жутог мунгоса.
| Подврсте         | Оригинални назив                | Аутор и година описа | Локација                                                    |
| ---------------- | ------------------------------- | -------------------- | ----------------------------------------------------------- |
| C. p. bradfieldi | Cynictis penicillata bradfieldi | Roberts, 1924        | Квикборн, 96 км северно од Оканџа, у Дамараленду, Намибија. |
| C. p. coombsi    | Cynictis penicillata coombsi    | Roberts, 1929        | Фарма Свартук, Саутпансберг, северни Трансвал.              |

Велика варијабилност боје крзна резултирала је описом чак дванаест подврста, од којих се већина данас сматра неважећим.
Аутори научног листа Illustrated Checklist of the Mammals of the World препознају три подврсте.

## Опис
Боја длаке жутог мунгоса разликује се у различитим деловима њеноговог распона. Јужне подврсте имају црвенкасто-жуто крзно, док северне имају жуто-сиво крзно. Неки жути мунгоси имају сезонску промену крзна: лети је црвенкаста, зими блеђа. Доња страна тела и врх репа су обојени у бело. Кратке и заобљене уши и чупави реп појачавају утисак сличности са лисицом због чега је добила надимак Лисичији мунгос. Величина тела се креће од 27 до 38 центиметара, дужина репа од 18 до 28 центиметара. Тежина одраслих мунгоса је 440 до 800 грама, у изузетним случајевима до 1 килограм.
Уопштено говорећи, жути мунгос има светлије делове на доњем делу стомака и браде, густ реп и потпуни недостатак полног диморфизма. Јужни жути мунгоси су већи, имају жуто или црвенкасто крзно, дуже крзно и дужи реп са карактеристичним белим врхом. Северне подврсте теже мањој величини, сивој боји, сивом или тамнијем сивом врху до репа и краћој длаки која је прикладнија за топлију климу. Његова структура - посебно структура лобање - и начин живота су веома блиски меркату; од њега се споља разликује по дугачком чупавом лисичјем репу. Дугачке црне длаке расту изнад очију и на горњој усни. Предње шапе имају пет прстију, а задње четири. Први или унутрашњи прст на предњем делу стопала је мали и изнад нивоа остала четири, тако да не додирује тло. Женке имају три пара млечних жлезда.

## Распрострањеност и станиште
Жути мунгос живи у јужној Африци, тачније у Јужноафричкој Републици, Намибији, Боцвани, Зимбабвеу и јужној Анголи. Његово омиљено станиште су саване и пустињске степе.

## Понашање и екологија
Жути мунгос је првенствено диурнална тј. дневна животиња која ноћу остаје у својим јазбинама, али може бити активан ноћу када живи у близини људи. Живећи у колонијама до 20 јединки у сталном комплексу јазбина, жути мунгоси ће често коегзистирати са кејпским веверицама или меркатима и делити одржавање јаме, додајући нове тунеле и јаме по потреби. Систем тунела има много улаза, у близини којих жути мунгос прави себи места за нужду. Могу да копају, али више воле да преузму постојеће јаме, на пример оне које стварају веверице или зечеви. Живи на отвореном подручју, углавном на растреситом земљишту, али се може сакрити међу стенама или у шикарама дуж обала потока када је узнемирен. Жути мунгос је добар копач; гради обимне подземне системе који могу покрити 50 м2 или више. Ове јазбине могу имати 40 или више улазних рупа повезаних тунелом на два или три нивоа дубине до 1,5 метара, са коморама за гнезда дуж тунела. Флексибилан и способан да се креће великом брзином. Ретко се креће на удаљености већој од 1 км од јазбине. Очигледно, парови и евентуално читаве колоније траже нови дом када у непосредној близини јазбине понестане хране..

### Исхрана
Жути мунгос је месождер, храни се углавном бубама, термитима, скакавцима, цврчцима, гусеницама и мравима, али и глодарима, малим птицама, гмизавцима, водоземцима, стрвинама, јајима, травом и семеном. У урбаним срединама у Јужној Африци, такође се храни и међу отпацима људске хране.

### Друштвена структура
Друштвена структура жутог мунгоса је хијерархијска, базирана на централном пару за размножавање и њиховом најновијем потомству. У оквиру групе постоје подгрупе које обухватају старије или одрасле чланове родбински повезане са централним паром. Мужјаци имају тенденцију да се преклапају, док женке из других јазбина имају независне домене који се не поклапају. Алфа мужјак обележава чланове своје групе излучевинама аналних жлезда, а своје границе секретима лица и аналних жлезда, као и урином. Алфа мужјак такође трља леђа о подигнуте предмете, остављајући за собом длаке као визуелни маркер територије. Остали чланови групе обележавају своје јазбине пљувањем секрета са образа. Колонија може имати 20-40 чланова. Ово понашање преклапања и обележавања служи за одржавање територијалних граница и хијерархијске структуре унутар колоније, што доприноси стабилности и репродуктивном успеху жутог мунгоса.

### Предатори
Предатори жутог мунгоса су птице грабљивице, змије и шакали. Када је уплашен, жути мунгос ће режати и лучити из аналних жлезда. Такође може да вришти, лаје и преде, мада су то изузеци, пошто је жути мунгос обично ћутљив и расположење и статус показује покретима репа.

### Размножавање
Сезона парења жутог мунгоса је између јула и септембра, а женка се порађа два пута годишње под земљом: прво у октобру, затим од фебруара до децембра. Обично се рађају два младунчета по трудноћи, а одбију се од мајке након 10 недеља, своју коначну одраслу величину достижу након 10 месеци. Трудноћа траје 60-62 дана, просечна величина потомства је 1,9 (1-3), а лактација траје 6-8 недеља. Један жути мунгос је живео у заточеништву 15 година и 2 месеца

## Беснило
Постоји извесна забринутост у вези са улогом жутог мунгоса Cynictis penicillata као природног резервоара вируса беснила. Код већине афричких дивљих животиња, инфекција беснилом резултује смртним исходом у периоду од неколико недеља. Међутим, постоје докази да одређени генетски сојеви жутог мунгоса могу носити вирус асимптоматски, али и да су способни да га шире и да остану заразни годинама без претходно изражених клиничких симптома.

## Угроженост
У Јужној Африци, мунгоси су главни преносиоци беснила. Поред тога, пошто њихове јаме могу уништити пољопривредно земљиште, многи фармери су прибегли фумигацији јазбина или замкама са отровним мамцима. Ипак, мунгоси су генерално и даље честа и распрострањена врста и нису угрожени..
Сходно томе, Међународна унија за очување природе (IUCN) ову врсту мунгоса ставља на Црвену листу угрожених врста, али је сврстава у категорију неугрожених (најмања забринутост).